# Wasserwerk Bethlehem

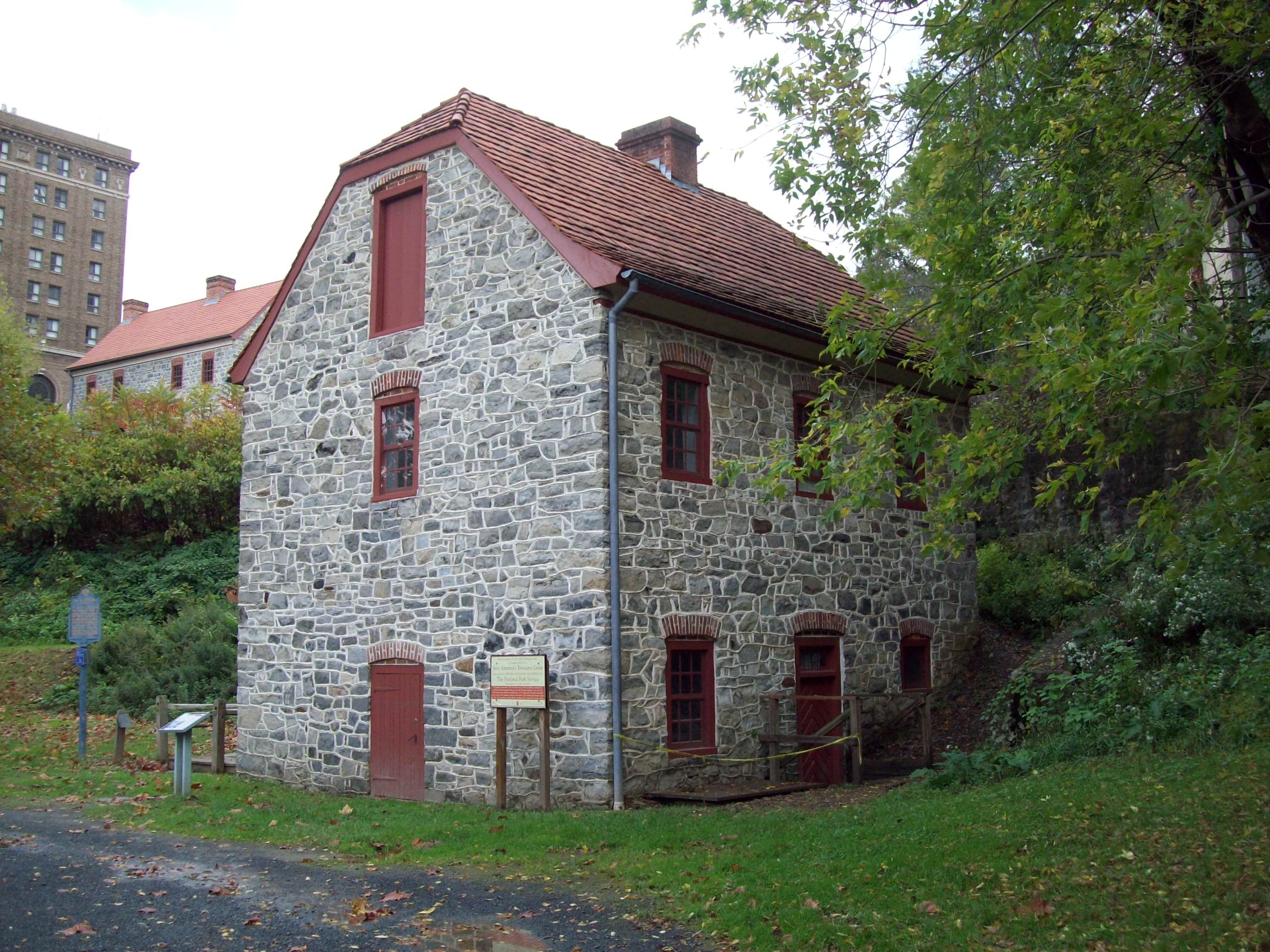
Wasserwerk Bethlehem von 1762

Das Wasserwerk Bethlehem, englisch Bethlehem Waterworks, ist ein erhaltenes historisches Pumpwerk der Wasserversorgung von Bethlehem im Bundesstaat Pennsylvania in den Vereinigten Staaten. Das Pumpwerk der Stadt wurde erstmals 1755 beschrieben und gilt somit als ältestes auf dem Boden der heutigen USA erwähntes Wasserwerk. Die erhaltene Anlage stammt aus dem Jahre 1762.

## Geschichte
Im kolonialen Amerika waren bis in die Mitte des 18. Jahrhunderts nur Wasserversorgungen bekannt, die von einem Fließgewässer abgeleitet wurden. Die über dem Lehigh River gelegene Stadt musste deshalb durch Wasserträger versorgt werden, die das Wasser von einem Brunnen in der Nähe des Stadttors den Hang hoch schleppten. Der dänische Mühlenbauer Hans Christopher Christiansen baute deshalb ein Pumpwerk, das er erstmals im Juni 1754 vorführte. Nach einigen Verbesserungen konnte es ein Jahr später den Betrieb aufnehmen. 1762 wurde das heute noch vorhandene in Kalkstein gebaute Pumpenhaus in Betrieb genommen. Anfang des 19. Jahrhunderts wurde die aus Hemlocktanne gefertigte Druckleitung durch Eisenrohre ersetzt. Die Anlage von Bethlehem war der damaligen Zeit weit voraus und diente als Vorbild für weitere Wasserwerke. George Washington und führende Persönlichkeiten des jungen Amerikas erwogen, Bethlehem wegen der damals hochmodernen Wasserversorgung zur Hauptstadt zu machen.